# Дьюї Ларсон
Дьюї Бернард Ларсон (англ. Dewey Bernard Larson; 1 листопада 1898 — 25 травня 1990) — американський інженер, фізик.

### Інформація
Творець Системи Теорії Зворотнього взаємообумовлення (СТОВ), всеосяжної теоретичної бази, здатної пояснити всі фізичні явища від субатомних частинок до скупчень галактик.
Згідно з Ларсоном, Всесвіт — не просто просторово-часова структура речовини, але Рух, де простір і час — лише два взаємообумовлених і не існуючих один без одного аспекту руху.
Роботи Ларсона з теоретичної фізики включають такі тексти як: «Структура фізичної всесвіту» (1959), «Справа проти Ядерного Атома» (1963), «Перед Ньютоном» (1964), «Новий погляд на простір і час» (1965), «Квазари і пульсари»(1971), «Нічого, крім руху» (1979), «Забуті факти науки»(1982), «Всесвіт руху» (1984), «Основні властивості матерії»(1988).
Української мовою не видавався. В електронному варіанті доступні наступні книги російською:
- Структура фізичного всесвіту (том 1) [Архівовано 13 квітня 2014 у Wayback Machine.]
- Структура фізичного всесвіту (том 2) [Архівовано 13 квітня 2014 у Wayback Machine.]
- Структура фізичного всесвіту (том 2) [Архівовано 13 квітня 2014 у Wayback Machine.]
- Факти, якими знехтувала наука  [Архівовано 13 квітня 2014 у Wayback Machine.]